# L'americano (film 1955)
L'americano (The Americano) è un film del 1955 diretto da William Castle.
È un western d'avventura statunitense con Glenn Ford, Frank Lovejoy e Cesar Romero. È basato sul racconto breve Six Weeks South of Texas di Leslie T. White.

## Produzione
Il film, diretto da William Castle su una sceneggiatura di Guy Trosper e un soggetto di Leslie T. White, fu prodotto da Robert Stillman tramite la Robert Stillman Productions. Fu girato nei Companhia Cinematografica Vera Cruz Studios a São Paulo in Brasile da fine luglio a fine settembre 1953, sotto la regia di Budd Boetticher (non accreditato), e, dopo che le riprese furono interrotte per problemi finanziari, presso gli RKO Radio Studios in California da metà giugno 1954 sotto la regia di Castle.

## Distribuzione
Il film fu distribuito con il titolo The Americano negli Stati Uniti dal 19 gennaio 1955 al cinema dalla RKO Radio Pictures.
Altre distribuzioni:
- in Portogallo il 24 marzo 1955 (O Americano)
- in Belgio il 3 giugno 1955 (Americano)
- in Francia il 10 agosto 1955 (Rendez-vous sur l'Amazone)
- in Svezia il 12 settembre 1955 (Främling i fara)
- in Germania Ovest il 7 ottobre 1955 (Americano)
- in Finlandia il 9 dicembre 1955 (Totinen americano)
- in Austria nel febbraio del 1956 (Americano)
- in Danimarca il 28 novembre 1956 (Manden fra Texas)
- in Argentina (El americano)
- in Spagna (El americano)
- in Grecia (Amerikano)
- in Grecia (O tyhodioktis tou Amazoniou)
- in Italia (L'americano)
- nei Paesi Bassi (De Americano)